# Ardoux
L'Ardoux est un cours d'eau français qui coule dans les départements de Loir-et-Cher et du Loiret. C'est un affluent de la Loire en rive gauche.

## Géographie
De 41,7 kilomètres de longueur, l'Ardoux prend sa source dans la commune de La Ferté-Saint-Aubin, à une altitude de 124 m, et se jette dans la Loire, dans la commune de Saint-Laurent-Nouan, à une altitude de 75 m. Le cours d'eau présente ainsi une pente hydraulique de 1,2 mm/m. Il s'écoule globalement de l’est vers l'ouest.

### Communes traversées
L'Ardoux traverse 8 communes, soit d'amont vers l'aval : La Ferté-Saint-Aubin, Ardon, Mézières-lez-Cléry, Cléry-Saint-André, Dry, Lailly-en-Val puis Saint-Laurent-Nouan dans le Loir-et-Cher.

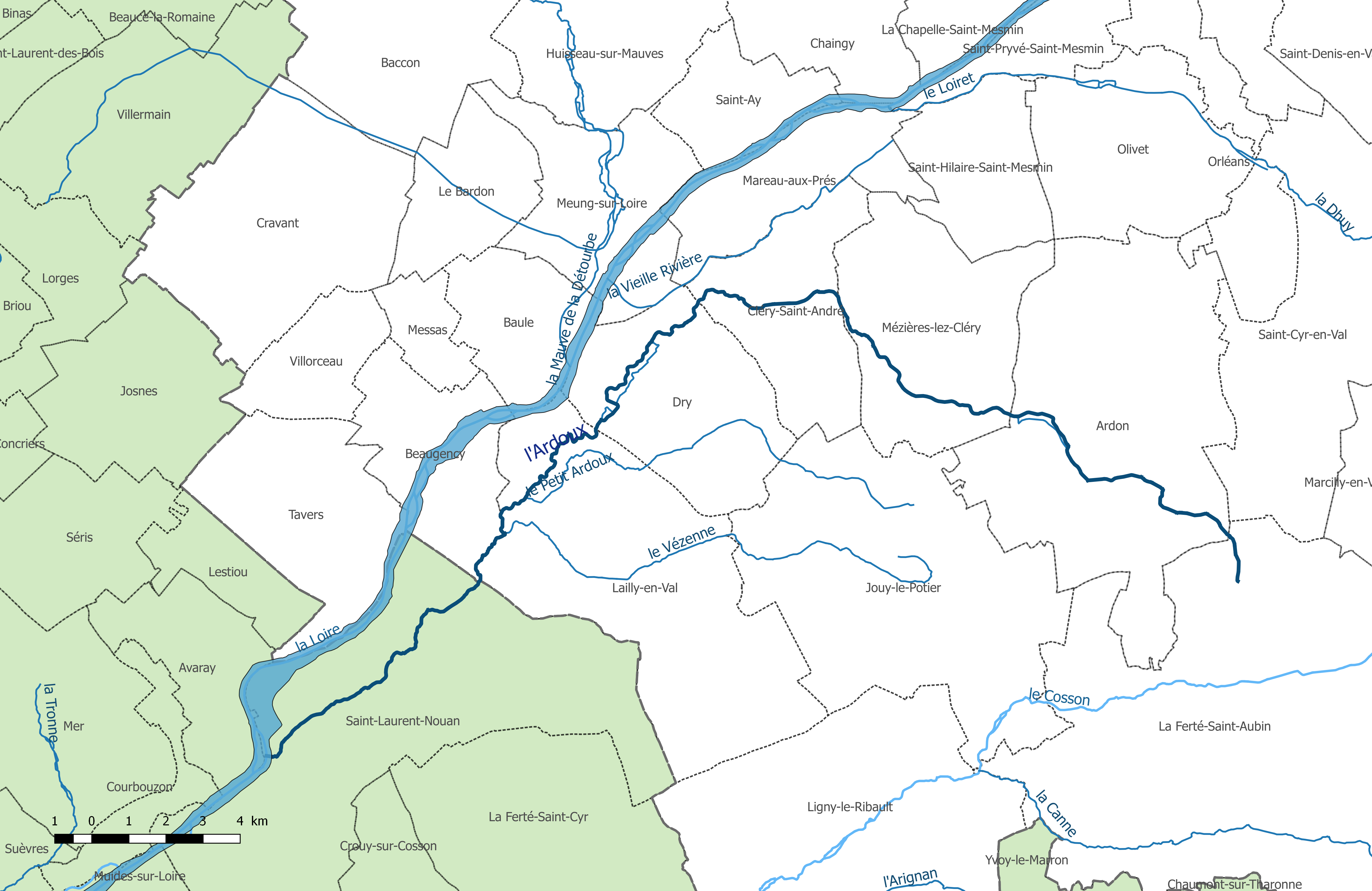
Cours d'eau l'Ardoux.

### Bassin versant
Son bassin versant correspond aux quatre zones hydrographiques suivantes « la Loire de l'Ardoux (NC) à la Tronne (NC) (K445), la Loire de la Mauve (NC) à l'Ardoux (NC) (K442), l'Ardoux du Petit Ardoux (NC) à la Loire (NC) (k444), l'Ardoux de sa source au Petit Ardoux (c) (K443) » et s'étend sur 277 km2. Il est constitué à 39.12 % de « territoires agricoles », 54.99 % de « forêts et milieux semi-naturels » et à 5.76 % de « territoires artificialisés ».

### Affluents
Les affluents de l'Ardoux sont les suivants :
- PK: 960085 | (K4435000)[4]
- PK: 969997 | (K4437400)[5]
- PK: 984118 | (K44-0301)[6]
- PK: 988203 | le Petit Ardoux (K4439000)[7]
- PK: 989729 | le Vézenne (K4444200)[8]
- PK: 993324 | l'Ime (K4447000)[9]
- PK: 996394 | (K4448800)[10]

## Pêche et peuplements piscicoles
La catégorie piscicole est un classement juridique des cours d'eau en fonction des groupes de poissons dominants. Un arrêté réglementaire préfectoral permanent reprend l’ensemble des dispositions applicables en matière de pêche dans le département du Loiret en les différenciant selon les catégories piscicoles. L'Ardoux est classé en deuxième catégorie, c'est-à-dire que l'espèce biologique dominante est constituée essentiellement de poissons blancs (cyprinidés) (donc rivière cyprinicole) et de carnassiers (brochet, sandre et perche).

## Gouvernance

### Échelle du bassin
En France, la gestion de l’eau, soumise à une législation nationale et à des directives européennes, se décline par bassin hydrographique, au nombre de sept en France métropolitaine, échelle cohérente écologiquement et adaptée à une gestion des ressources en eau. L'Ardoux est sur le territoire du bassin Loire-Bretagne et l'organisme de gestion à l'échelle du bassin est l'agence de l'eau Loire-Bretagne.

### Échelle locale
En 2017, l'Ardoux était géré au niveau local par le Syndicat mixte pour l'aménagement du bassin de l'Ardoux. Au 1er janvier 2024, le syndicat a été dissous et ces compétences ont été transférés à la Communauté de communes des Terres du Val de Loire. Depuis le 1er Janvier 2018, la CCVL avait déjà récupéré les compétences du Syndicat mixte du bassin des Mauves et de ses affluents (SMBMA), ainsi que celui du Lien (Tavers), ainsi que les « zones blanches » de la CCTVL (Le Ru de Beaugency, la Mauve de Saint-Ay, une partie de la Mauve de Baule…). A compter du 1er Janvier 2024, la CCTVL obtient donc la compétence Gestion des milieux aquatiques et prévention des inondations sur l'ensemble des cours d'eau de son territoire (en excluant l'Aigre, affluent du Loir (rivière), coulant essentiellement dans la commune de Beauce la Romaine ; sa gestion est confié aux Communauté d'agglomération Territoires Vendômois dans le cadre d'une convention de gestion.